# Ouratea candelabra
Ouratea candelabra är en tvåhjärtbladig växtart som beskrevs av Claude Henri Léon Sastre. Ouratea candelabra ingår i släktet Ouratea och familjen Ochnaceae. Inga underarter finns listade i Catalogue of Life.